# Ю Гихён
Ю Гихён (кор. 유기현, более известен как Гихён; родился 22 ноября 1993 года) — южнокорейский певец, автор песен. Главный вокалист в южнокорейском хип-хоп бойз-бэнде Monsta X. Сольный дебют состоялся 15 марта 2022 года с сингл-альбомом Voyager

## Биография

### Ранняя жизнь (до 2014)
Гихён родился 22 ноября 1993 года в Сеуле, он родился в семье которая состояла из четырех человек, включая маму, папу, старшего брата и его самого. Окончил южнокорейский институт медиа и искусств Донг-а.

### 2014 — 2015: Дебют в Monsta X и начало карьеры
В декабре 2014 года Гихён принял участие в шоу на выживание созданный компанией Mnet «No Mercy». В рамках шоу Гихён выпустил два сингла «Pillow» (выпущен совместно с южнокорейской вокалисткой и бывшей участницей группы Sistar Сою) и «0 (Young)» (выпущен совместно с Mad Clown, Giriboy и Джуёном). Вместе с шестью участниками шоу Гихён дебютировал в южнокорейском бой-бэнде Monsta X, который дебютировал в лейбле Starship Entertainment с мини-альбомом Trespass 14 мая 2015 года.

### 2016 — настоящее время: Сольная деятельность
В 2016 году Гихён стал участником в южнокорейском конкурсе певцов «King of Mask Singer» под псевдонимом «Tell Them I'm the Dragon King». Он выиграл первый раунд у южнокорейской певицы Намджу из группы Apink, более известной под псевдонимом «Good Daughter Shim Cheong». Во втором туре шоу Гихён проиграл проиграл южнокорейской певице Лим Чжон Хи, более известной под псевдонимом «Rolled Good Fortune». Гихён набрал на 3 голоса меньше.
27 октября 2016 года Гихён спел акустическую версию песни «The Tiger Moth» для южнокорейской драме созданной южнокорейским вещательным каналом Munhwa Broadcasting Corporation «Король шоппинга Луи».
В июне 2017 года Гихён выпустил саундтрек «I've Got A Feeling» к южнокорейской драме «Подозрительный партнёр»
В мае 2018 года Гихён совместно с Чжухоном он выпустил саундтрек «Can't Breathe» к южнокорейской драме «Партнёры за справедливость». В июне этого же года совместно с Сольа из группы WJSN он записал саундтрек «Love Virus» для южнокорейского телесериала «Что случилось с секретарём Ким?».
В апреле 2020 года Гихён выпустил саундтрек «Again Spring» для южнокорейской драме «Welcome», в октябре того же года Гихён выпустил саундтрек «To Be With You» для южнокорейского сериала «Do Do Sol Sol La La Sol».
Кихён дебютировал сольно 15 марта 2022 года с сингл-альбомом и заглавной песней Voyager. Трек «Voyager» попал на первое место в боливийском чарте ITunes.

## Дискография

### Сингл-альбомы
«Voyager» (2022) 

### Мини-альбомы
Youth (2022)

### Саундтреки
«Attractive Woman» (2015)
«One More Step» (2015)
«The Tiger Moth» (2016)
«"I've Got A Feeling» (2017)
«Can't Breathe» (2018)
«Love Virus» (2018)
«Again, Spring» (2020)
«To Be With You» (2020)
«O.M.O.M» (2021)